# Márk Gergely
Márk Gergely  (Magyarrégen, 1923. október 27. – Budapest, 2012. november 28.) okleveles, gyémántdiplomás kertészmérnök, gyógynövény- és rózsanemesítő.
Erdélyből, Maros megyéből  származott, a rózsák és városi parkok iránti szeretetét innen hozta. Egyetemi tanulmányait Budapesten folytatta. 1950 és 1981 között a Kertészeti Kutató Intézet tudományos munkatársa volt, ahol létrehozta Európa legnagyobb rózsakertjét. Nyugdíjba vonulása után életműve kiteljesedett, saját kertjében mintegy 480 növényt nemesített ki ezekben az években. Utolsó nagy munkáját, a budapesti újlipótvárosi Szent István park rózsakertjét 2010-ben, csaknem 90 évesen adta át.
Négy könyv szerzője, több hazai és nemzetközi elismerés kitüntetettje, az első hazai növényi találmány megalkotója volt. Életútján végigkísérte felesége, Márk Gergelyné, aki szintén kertész volt.

## Élete
Szüleinek földje volt a Maros partján. Kertészeti tanulmányait 1937-ben Marosvásárhelyen kezdte, ahol számos gyönyörű városi park volt, majd Észak-Erdély felszabadulása után, a negyvenes évek elejétől Baján, illetve Budapesten folytatta. 1944-ben behívták katonának. Dániába vetődött, ahol angol hadifogságba esett. A fogságból megszökve 1945 karácsonyában tért haza, így tanulmányait csak 1946-ban a Budapest Székesfővárosi Községi Kertészképző Iskolában fejezte be.
Az érettségi vizsga után sikeresen felvételizett az Agrártudományi Egyetem Kert- és Szőlőgazdaság-tudományi Karára. Bár ösztöndíjas volt, egyetemi tanulmányainak és megélhetésének a finanszírozása érdekében a tanulás mellett a Déli pályaudvarnál vagonkirakást vállalt, sokszor két műszakban is. 1949-ben nősült, évfolyamtársnőjét vette feleségül. Feleségével két lányt neveltek, akik révén később számos unokájuk és dédunokájuk született.
Egyetemi diplomáját 1950-ben szerezte meg. Ezt követően az akkor induló Kertészeti Kutató Intézet dísznövény osztályán kezdett dolgozni tudományos munkatársként, ahová Domokos János professzor hívta. Innen ment nyugdíjba 1981 januárjának elején az osztály helyettes vezetőjeként, tudományos főmunkatársi beosztásban. Pályafutása során a rózsa nemzetközi hírű szakértőjévé vált.
Kilencvenéves korában, 2012. november 28-án hajtotta fejét örök nyugalomra, a felsővízivárosi Szent Anna-plébániatemplom urnatemetőjében nyugszik.

## Munkája
Növénynemesítő és kertépítő munkájában tudatosan követte a magyar történelmi hagyományokat. Példaként I. Mátyás király Európa-szerte híres kertjei, Mária Terézia 300 rózsafajtát tartalmazó budai rózsakertje, Geschwind Rudolf világhírű korponai erdőmester, Mühle Árpád temesvári kertész, valamint Schikker Sándor, Fekete Antal, Réthy József és Gillemot Vilmos munkássága áll előtte. Úgy tartotta, hogy a növénynemesítés növeli Magyarország hírnevét, ezért a hazaszeretet is hajtotta munkájában.

### Gyűjtemények, kertek
Munkássága kezdetén összegyűjtötte a Magyarországon akkor fellelhető 1200 rózsafajtát (taxonokat). Gyűjteményét a budatétényi Györgyháza (ma György-villa) kertjében helyezte el, s külföldről származó növényekkel gyarapította. A begyűjtött fajtákat megfigyelve rendszerezte tulajdonságaikat és fenológiai értékmérőt dolgozott ki.
Első rózsakiállítását 1959-ben rendezte meg a Kertészeti Kutató Intézet Györgyháza nevű épületében. A szervezésben barátai segítették. Forray Gábor díszlettervező, az Operaház munkatársa tervezte a plakátokat, Somogyi József szobrászművész pedig vázákat készített és szobrokat adott. Később ebből fejlődött ki a Budatétényi szoborpark.
Az évente megrendezett kiállítást 1960-ban Kádár János is meglátogatta. Élve a ritkán adódó lehetőséggel, a pártfőtitkár személyes segítségét kérte, hogy létrehozhassa Magyarország első nagy rózsagyűjteményét. A kert tervezésében Ormos Imrével dolgozott együtt, s 1963 májusában nyitotta meg Budatétényben a Cigány-villa területén. A Budatétényi Rózsakert (Rozárium) 1950 és 1980 között Európa legnagyobb rózsakertje volt. Több, mint 2700 rózsafajtát mutatott be és évente 50 000 látogató kereste fel. Hat hektár területet foglalt el, ami az 1990-es rendszerváltás zavaros éveiben, a Horn-kormány idején két hektárra zsugorodott.
Mivel nyugdíjazása után a Kertészeti Kutató Intézet felhagyott a rózsanemesítéssel, sohasem tért ide vissza és önerőből saját gyűjteményt alapított. Nemesítői tevékenységének színtere és bemutatótere a Magyar Rózsák Kertje lett Törökbálinton. Saját növényein kívül itt őrizte Geschwind Rudolf 32 fennmaradt fajtáját is.
2010-ben 240 fajtát felsorakoztató rózsaültetvényt hozott létre Budapesten, a Szent István parkban.
Halála után, 2012-ben saját gyűjteménye elárvult, majd 2014-ben két rózsakedvelő, Pócs Margit és Kigyóssy-Schmidt Éva összefogásával többek között a gyűjtemény Vas vármegyei kötődésű darabjaiból valamint ritkaságokból létrehozták a Márk Rosariumot, mely a Szombathelyhez közel fekvő Acsádon található. A gyűjtemény 2024-ben 1500 darabot számlált.

### Rózsanemesítés
Haláláig mintegy 600 törzskönyvezett fajtát nemesített, ezek közül 190 állami elismerést kapott. Első saját nemesítésű fajtája, a „Budatétény” halvány barackszínű, a Magyarországi forró, száraz klímát is jól bíró fajta. 1963-ban Hamburgban aranyérmet nyert az IGA-n (Internationale Gartenausstelung) és 1967-ben államilag elismert fajta lett. Rózsáit híres magyar emberekről, a Trianon előtti Magyar Királyság területén elhelyezkedő településekről, földrajzi helyekről nevezte el. A névadók között van pl. Árpád-házi Szent Margit, Szent Kinga, Szent István, Szent Imre, Buda, Kolozsvár, Szabadka, továbbá Szabó Dezső író. Fajtái közül kiemelkedik az Árpád-házi Szent Erzsébet emléke nevű park-, illetve futórózsa. A Sárospatakon született szent emlékének ajánlott rózsa Rómában 2000-ben aranyérmes lett.
Munkáját mindvégig feleségével közösen végezte, aki ugyancsak a Kertészeti Kutató Intézet munkatársa volt. „Mami” nevű rózsáját neki ajánlotta.

### Gyógynövények
Saját nemesítésű gyógynövényei közül hat kapott állami elismerést. Legjelentősebb a Digitalis lanata („Dilacte”) fajta, melyet az Országos Mezőgazdasági Minősítő Intézet (OMMI) és a Találmányi Hivatal is elfogadott. Ez volt az első magyar növényi találmány.
Foglalkozott a Vinca minor és a Vinca rosea gyógynövényekkel is, ezekből készült a Cavinton gyógyszer alapanyaga. Mivel a hatóanyagot időközben szintetikus úton előállították, a termesztésük nem folytatódott.
1981-től tíz éven át a CAOLA részére is nemesített inszekticid (rovarölő) hatású növényeket. A szelektált Tanacetumot az egyik készítményében eredményesen tudták felhasználni.

### Művei
- A rózsa. Mezőgazdasági Könyv- és Folyóiratkiadó Vállalat, Budapest (1959), 317 o.
- Die Rose. VEB Landwirtschaftsverlag, Berlin (1962). Német nyelvű, 1964-ben ezüstérmet nyert Párizsban.
- Kis rózsakönyv. Mezőgazdasági Kiadó, Budapest (1966), 317 o.
- Rózsák zsebkönyve. Mezőgazdasági Könyvkiadó Vállalat, Budapest (1976), 256 o. ISBN 963-230-501-9
- (Feleségével közösen) Magyar rózsák könyve.  Mezőgazda Kiadó, Budapest (2004), 169 o. (Hungarikumok sorozat) ISBN 963-286-156-6

## Kitüntetései
- Munka Érdemrend ezüst fokozata, 1979
- Munka Érdemrend arany fokozata, 1983
- Magyar Köztársasági Arany Érdemkereszt, 1999
- Magyar Köztársasági Érdemrend, 2007
- Magyar Örökség díj, 2008

## Szakmai elismerései
- Arany János Közalapítvány a Tudományért Darányi Ignác szakkuratórium díj, 2002
- Fleischmann Rudolf-díj
- Magyar Gyula-emlékérem

## Emlékezete
- 2011-ben Mohi Sándor dokumentumfilmet készített az életéből A Rózsaember: Márk Gergely címmel.[8]